# Воздухоразделительные установки

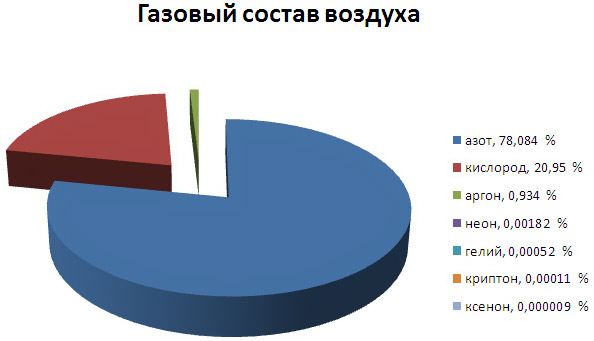

Воздухоразделительные установки (ВРУ) — установки для разделения воздуха на компоненты, а именно на: кислород, азот, аргон, неон, ксенон, криптон. Газовый состав воздуха на земле одинаков, за исключением углекислого газа, углеводородов и аммиака, концентрация которых на несколько (3 и более) порядков меньше, чем содержание кислорода и азота.
Воздухоразделительные установки подразделяются по давлению цикла разделения: P = 15 ÷ 20 МПа — высокое давление, P = 4 ÷ 7 МПа — среднее давление, P = 0,5 ÷ 1,2 МПа — низкое давление.

## История
Исторически существовали несколько способов разделения воздуха.
- Фракционная конденсация паров воздуха
- Фракционное испарение жидкого воздуха
- Ректификационный
- Адсорбционный
- Мембранный

Первоначалом для существующих ВРУ, были ожижители воздуха. Первые ожижители представляли собой четырёхкаскадную систему охлаждения, с несколькими контурами охлаждения на базе аммиака, борного спирта и некоторых фракций природного газа (пропан, бутан, этан).
Первым, кто получил кислород из воздуха путём ректификации, был Карл Линде в 1895 году. Он создал криогенный цикл, по которому работала установка разделения, в последующем её назвали установкой Линде, а цикл разделения воздуха — цикл Линде. В данном цикле применялся изотермический дроссель-эффект, который создавался за счет изотермического сжатия в компрессоре и последующего расширения через дроссельный вентиль. Установка работала по циклу высокого давления P = 10 ÷ 15 МПа, с производительностью Vк = 100 (м³ O2)/час и концентрацией xк = 99,5 ÷ 99,7 % O2. Линде впервые создал аммиачную холодильную машину, которую в последующем включил в цикл разделения воздуха (в 1902 году).  В процессе Линде, который до сих пор является основой всего современного производства сжиженных газов, сжижаемый воздух охлаждается и сжимается, а затем подвергается расширению, при котором он охлаждается еще больше. Чтобы охлаждать поток входящего сжатого воздуха, используется уже охлажденный воздух. Именно процесс Линде положил начало производству сжиженных газов в промышленных масштабах. В 1902 году французский инженер Жорж Клод усовершенствовал процесс сжижения и разделения воздуха, применив детандер, что позволило значительно повысить эффективность производства.
Установку низкого давления изобрел советский ученый П. Л. Капица в 1939 году. Установка была предназначена для получения газообразного кислорода и работала по циклу низкого давления P = 0,6 ÷ 0,7 МПа, снижение давления было достигнуто путём применения в цикле турбодетандера, а также увеличением на порядок по сравнением с циклом Линде (от 3000 м³ воздуха в час и выше) потребляемого воздуха.
Основным продуктом воздухоразделения является кислород, который широко используют в металлургии, медицине, в пищевой промышленности и в ракетных двигателях как топливный окислитель.

## Принцип работы и устройство

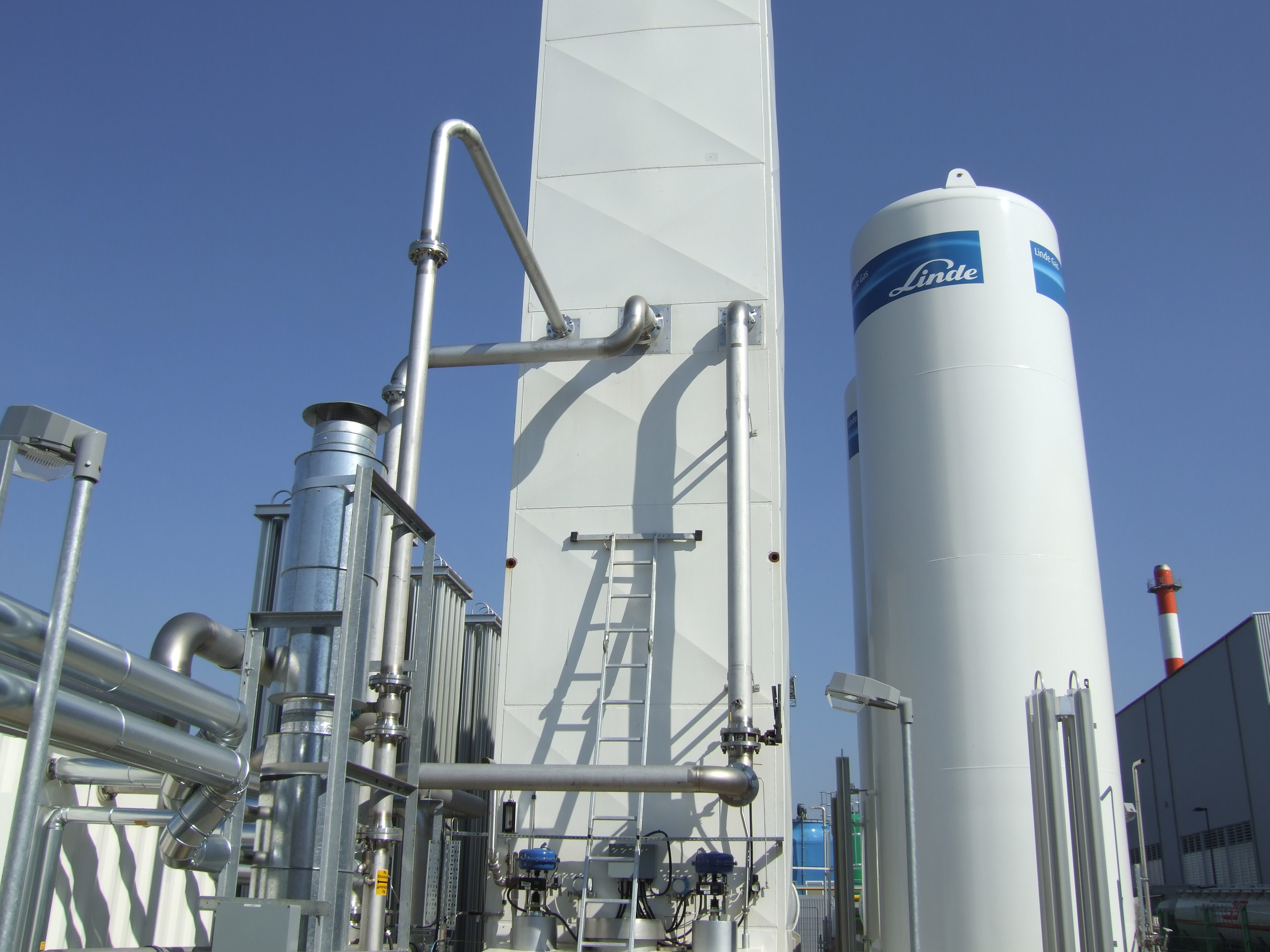
Воздухоразделительная установка

### Устройство
ВРУ состоит из 2-х секций. Ожижительной и разделительной. Ожижительная секция предназначена для получения жидкого воздуха, вернее, жидкой флегмы, в которой массовая доля кислорода чуть выше, чем в воздухе, за счет более высокой температуры кипения, как следствие при испарении в парах над флегмой больше низкокипящих компонентов, таких как азот.
Ожижительная секция состоит из блока комплексной очистки и осушки (БКОО), компрессора, ряда теплообменников, расширителя, в роли которого выступает дроссель или детандер, и оканчивается резервуаром для скопления сжиженной флегмы. Чаще всего, резервуаром для флегмы является дно ректификационной колонны.
Как правило, в системе стоит от 2-х и более теплообменников. Первый теплообменник работает при положительных температурах, и предназначен для охлаждения сжатого компрессором воздуха, окружающим воздухом. Последующие теплообменники охлаждают сжатый воздух путём теплообмена с исходящими продуктами: кислородом, азотом или флегмой.
Разделительная секция чаще всего состоит из ректификационной колонны, конденсатора-испарителя и ряда азото-кислородных теплообменников. Количество ректификационных колонн зависит от того какой газ или жидкость получается в установке. Так при получении только газообразного азота в установке находится 1 колонна. При получении кислорода в установке будет находиться: верхняя и нижняя колонны и конденсатор испаритель между ними . При получении аргона в установке будет находиться 4 колонны: нижняя, верхняя, сырого аргона, чистого аргона. Остальные газы (ксенон, криптон, неон) находящиеся в воздухе получают в крупных ВРУ в виде смесей, из которых далее, в специальном оборудовании, выделяют эти газы в чистом виде. Неон и гелий при работе ВРУ накапливаются в конденсаторе-испарителе в виде некондесируемой фракции и начинают мешать процессам конденсации азота, для их удаления предусмотрен вентиль стравливания.

### Принцип работы
Воздух, прошедший ряд фильтров механической фильтрации, попадает в компрессор, где сжимается до давления цикла, далее воздух поступает в БКОО, где с помощью абсорбентов из него удаляются влага, двуокись углерода и углеводороды, после чего воздух попадает в теплообменники. После них он попадает в нижнюю ректификационную колонну, где ректифицирует на кубовую жидкость (~ 35 % O2, 2 % Ar, остальное — азот) и газообразный азот с чистотой ~99,99 %.
Если установка получает помимо азота ещё и кислород, то кубовая жидкость подается в середину верхней ректификационной колонны, а жидкий азот в верх верхней ректификационной колонны. Из верха верхней ректификационной колонны отбирается газообразный азот, внизу собирается жидкий кислород. Жидкий кислород попадает в конденсатор-испаритель, который производит теплообмен с газообразным азотом нижней ректификационной колонны. Со временем в конденсаторе-испарителе накапливается неон и гелий, что предусматривает установку вентиля для стравливания этих газов.

## Классификация ВРУ
Существуют три метода разделения воздуха: адсорбционный, мембранный и криогенный. Отсюда и типы установок: адсорбционные, мембранные и криогенные.

### Криогенные ВРУ
подразделяются:
- по давлению цикла разделения: P = 15 ÷ 20 МПа — высокое давление, P = 4 ÷ 7 МПа — среднее давление, P = 0,5 ÷ 1,2 МПа — низкое давление. Основано на классификации компрессоров по давлению нагнетания. Тем же образом классифицируют адсорбционные и мембранные установки разделения воздуха.
- по производительности:
  - малой Vк = 30 ÷ 300 (м³ N2 или O2)/час при нормальных условиях (T0 = 273 K, P0 = 760 мм рт.ст. = 101325 Па = 1 атм);
  - средней Vк = 300 ÷ 3000 (м³ N2 или O2)/час при нормальных условиях;
  - высокой Vк > 3000 (м³ N2 или O2)/час при нормальных условиях;
- по состоянию получаемого продукта:
  - Для получения газообразных продуктов;
  - Для получения жидких продуктов;
  - Для одновременного получения продуктов в жидкой и газообразной фазах;

Существуют малые ВРУ в которых в качестве ожижительной части используется газовая криогенная машина, работающей по обратному циклу Стирлинга. Рабочим газом в такой машине в большинстве случаев является гелий.
Расшифровка названия:
После тире в названии ВРУ указывается её производительность по первому продукту в тыс.м³/ч или тыс.кг/ч если речь идет о жидких продуктах.
- А — получение газообразного азота
- Кд — получение газообразного кислорода
- Аж — получение жидкого азота
- Кж — получение жидкого кислорода
- Ар — получение газообразного аргона
- Кт — получение технологического (чистота 95 %) кислорода

Пример: установка АжКж-0,6 получает жидкий азот в количестве 0,6 тыс.кг/ч, а также жидкий кислород.
Установка КА-5 производит газообразный кислород в количестве 5 000 м³/ч, а также газообразный азот.